# Boygenius
 (septembre 2023).
La mise en forme du texte ne suit pas les recommandations de Wikipédia : il faut le « wikifier ».
Les points d'amélioration suivants sont les cas les plus fréquents. Le détail des points à revoir est peut-être précisé sur la page de discussion.
- Les titres sont pré-formatés par le logiciel. Ils ne sont ni en capitales, ni en gras.
- Le texte ne doit pas être écrit en capitales (les noms de famille non plus), ni en gras, ni en italique, ni en « petit »…
- Le gras n'est utilisé que pour surligner le titre de l'article dans l'introduction, une seule fois.
- L'italique est rarement utilisé : mots en langue étrangère, titres d'œuvres, noms de bateaux, etc.
- Les citations ne sont pas en italique mais en corps de texte normal. Elles sont entourées par des guillemets français : « et ».
- Les listes à puces sont à éviter, des paragraphes rédigés étant largement préférés. Les tableaux sont à réserver à la présentation de données structurées (résultats, etc.).
- Les appels de note de bas de page (petits chiffres en exposant, introduits par l'outil «  Source ») sont à placer entre la fin de phrase et le point final[comme ça].
- Les liens internes (vers d'autres articles de Wikipédia) sont à choisir avec parcimonie. Créez des liens vers des articles approfondissant le sujet. Les termes génériques sans rapport avec le sujet sont à éviter, ainsi que les répétitions de liens vers un même terme.
- Les liens externes sont à placer uniquement dans une section « Liens externes », à la fin de l'article. Ces liens sont à choisir avec parcimonie suivant les règles définies. Si un lien sert de source à l'article, son insertion dans le texte est à faire par les notes de bas de page.
- La présentation des références doit suivre les conventions bibliographiques. Il est recommandé d'utiliser les modèles {{Ouvrage}}, {{Chapitre}}, {{Article}}, {{Lien web}} et/ou {{Bibliographie}}. Le mode d'édition visuel peut mettre en forme automatiquement les références.
- Insérer une infobox (cadre d'informations à droite) n'est pas obligatoire pour parachever la mise en page.

Pour une aide détaillée, merci de consulter Aide:Wikification.
Si vous pensez que ces points ont été résolus, vous pouvez retirer ce bandeau et améliorer la mise en forme d'un autre article.
Boygenius (stylisé en minuscules) est un supergroupe indépendant américain,,, formé en 2018 et composé de Julien Baker, Phoebe Bridgers et Lucy Dacus,. Leur premier EP éponyme a été écrit et enregistré aux studios Sound City à Los Angeles,,. Le 18 janvier 2023, le groupe a annoncé son premier album studio, The Record, sorti le 31 mars.

## Historique

### 2018: Formation, EP et tournée

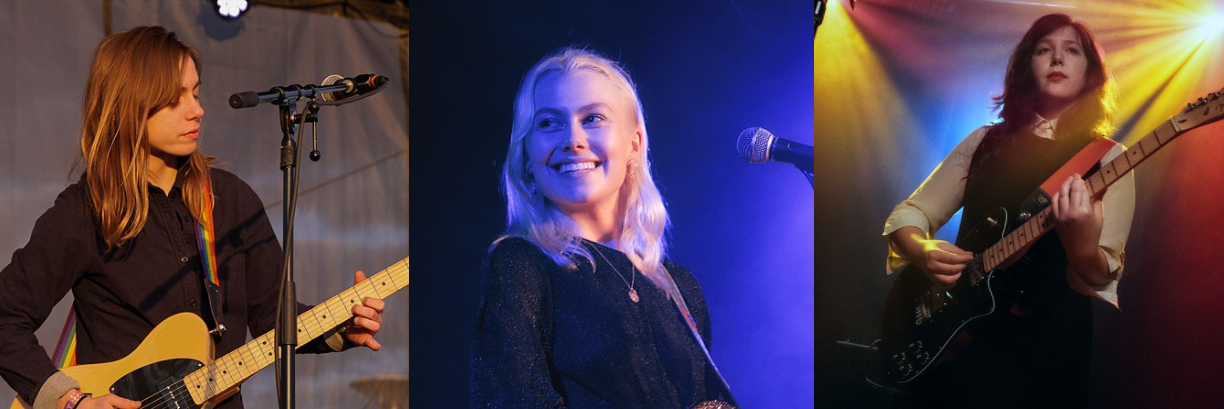
boygenius en 2018-2019

Bridgers a qualifié la formation du groupe de « sorte d'accident », car chacune des membres était simplement fan du travail des deux autres, et sont ensuite devenu amies. Dacus et Bridgers avaient toutes deux fait la première partie de Baker lors de tournées distinctes en 2016, et elles faisaient toutes parties du cercle des jeunes artistes prometteuses de la scène indépendante,.
Les trois se sont rapprochées et ont partagé leurs frustrations d'être constamment comparées les unes aux autres en tant que « femmes du rock » malgré leurs styles musicaux très différents. Dacus a commenté que l'idée de femmes musiciennes « ne devrait pas être remarquable du tout », Bridgers ajoutant : « ce n'est pas un genre ». Chacune a souligné la tendance de l'industrie musicale à comparer les femmes entre elles, et le groupe a été formé en partie pour rejeter cette idée,. « J'espère que les gens nous verront toutes les trois et sauront qu'il n'y a pas de compétition », a déclaré Dacus. « Vous n'êtes pas obligé de rivaliser avec vos contemporains. Vous pouvez faire quelque chose de bien avec les gens que vous admirez. ».
Des années auparavant, Baker avait plaisanté avec Dacus à propos d'une « doux rêve » selon lequel elles pourraient un jour toutes former un groupe. Les trois ont décidé d'organiser une tournée commune début 2018, et elles avaient initialement prévu d'enregistrer un single ou une reprise afin de pouvoir jouer quelque chose ensemble sur scène. Cependant, après s'être rencontrées cet été-là, elles se sont retrouvées très inspirées et ont fini par former le groupe, écrivant, enregistrant et autoproduisant l'EP Boygenius en quatre jours, ce processus impliquant presque exclusivement des femmes,.
Chacun a apporté au groupe une chanson complète et une idée incomplète. Elles ont cherché à créer un environnement exempt de la compétitivité et l'arrogance qu'elles avaient souvent rencontrés dans leurs expériences précédentes, et elles ont remarqué que l'absence d'hommes dans le processus s'est avérée déterminante, leur permettant de s'ouvrir pleinement les unes aux autres sans avoir constamment à s'expliquer,. L'album a été salué par la critique et le public ; il a été nommé 12e meilleur album de 2018 par NPR Music, bien qu'il ne s'agisse que d'un EP. Leur tournée suivante en novembre les a vu se produire partout aux États-Unis, ainsi qu'au Late Night avec Seth Meyers et le Tiny Desk de NPR Music,,.

### 2019-2022: Poursuite des collaborations
En 2020, elles participent au titre Roses/Lotus/Violet/Iris de l'EP Petals for Armor II de Hayley Williams, et ont également contribué aux chœurs de chansons pour les projets solo de chacune : Graceland Too et I Know the End de Punisher de Bridgers, nommé aux Grammy Awards ; le single Favor de l'album Little Oblivions de Baker, et les titres Please Stay et Going Going Gone de Dacus sur son album Home Video. Malgré des sorties étalées tout au long de l'année, toutes ces participations ont en fait été enregistrées le même jour, un processus qui, selon Dacus, "avait la même atmosphère que lorsque nous avons enregistré l'EP boygenius [...] une conséquence naturelle du fait d'être ensemble, en toute simplicité".
En juillet 2020, le trio a publié une poignée de démos provenant de leurs sessions d'enregistrement pour l'EP Boygenius sur Bandcamp afin de collecter des fonds pour des organisations caritatives de leurs villes natales respectives. Plus de 23 000 dollars ont ainsi été récoltés pour le Downtown Women's Center de Los Angeles, OUTMemphis et Mutual Aid Distribution Richmond,.
Après s'être réunies sur scène pour des apparitions surprises ponctuelles lors des tournées solos de chacune tout au long de l'automne 2021, le groupe a donné son premier concert complet ensemble depuis 2018 en tête d'affiche du concert caritatif annuel de Bread and Roses Presents à San Francisco le 19 novembre.

### Depuis 2023:The Record
En janvier 2023, le groupe a annoncé via les réseaux sociaux son premier album studio, The Record, avec une date de sortie fixée au 31 mars 2023. La pochette de l'album et trois singles de l'album, $20, Emily I'm Sorry et True Blue ont été diffusés en parallèle à l'annonce initiale de l'album.
Le 31 janvier 2023, AEG (Anschutz Entertainment Group) Presents a annoncé que le groupe serait l'un des trois groupes phares de la première série de concerts Re:SET. En avril 2023, le groupe a joué au Coachella Music Festival.

## Nom
Les membres du groupe ont souvent parlé des origines du nom de celui-ci, qui a commencé comme une blague et une manière de s'encourager mutuellement en studio. Toutes trois avaient partagé des expériences négatives avec des collaborateurs masculins trop confiants – comme le dit Baker, « l’archétype du génie torturé, [un] artiste spécifiquement masculin à qui on dit depuis sa naissance que chacune de ses pensées est non seulement valable mais brillante ». Dacus a décrit le trope du « petit génie » comme « des garçons et des hommes que nous connaissons à qui on a dit qu'ils étaient des génies depuis qu'ils étaient nés, en gros », et a détaillé comment elles ont tenté de canaliser cette énergie tout en créant l'EP. "Si une personne avait une pensée : 'Je ne sais pas si c'est bien, c'est probablement nul', elles répliquaient : 'Non ! Sois le petit génie ! Toutes tes pensées valent la peine d'être exprimées, tu n'as qu'à les faire sortir'".
Le groupe écrit parfois son nom sous la forme « xboygeniusx », notamment sur les réseaux sociaux et sur son site Web,. Il s'agit d'un clin d'œil au symbole X de la sous-culture punk "straight edge", dans laquelle Baker était quelque peu impliqué pendant son adolescence. Elle a précisé qu'elles avaient toutes plaisanté sur le fait que Boygenius était un groupe hardcore, et qu'en créant leurs comptes sur les réseaux sociaux, elles ont pensé que ce serait drôle de se styliser comme extrêmement punk alors que cela n'était caractéristique d'aucune de leur musique à l'époque.

## Discographie

### Album studio
| Titre      | Détails                                                                                             | Meilleur classement | Meilleur classement | Meilleur classement | Meilleur classement | Meilleur classement | Meilleur classement | Meilleur classement | Meilleur classement | Meilleur classement | Meilleur classement |
| Titre      | Détails                                                                                             | USA                 | Rock US             | Australie           | Canada              | Allemagne           | Irlande             | Pays-Bas            | Nouvelle-Zélande    | Suède               | Royaume-Uni         |
| ---------- | --------------------------------------------------------------------------------------------------- | ------------------- | ------------------- | ------------------- | ------------------- | ------------------- | ------------------- | ------------------- | ------------------- | ------------------- | ------------------- |
| The Record | - Sortie : 31 mars 2023 - Label : Interscope - Format : LP, CD, téléchargement numérique, streaming | 4                   | 1                   | 3                   | 11                  | 8                   | 1                   | 1                   | 2                   | 36                  | 1                   |

### EPs
| Boygenius                                             | - Sortie : 26 octobre 2018 - Label : Matador - Format : LP, CD, téléchargement numérique, streaming | 57 | 24 | 3 | 9 | 64 | 19 | 85 |
| Boygenius (demos)                                     | - Sortie : 3 juillet 2020 - Label : Matador - Format : Téléchargement numérique                     | —  | —  | — | — | —  | —  | —  |
| "-" désigne un enregistrement qui n'a pas été classé. | |    |    |   |   |    |    |    |

### Singles
| $20                                                   | 2023 | 30 | —  | 44 | —  | — | —  | The Record |
| Emily, I'm Sorry                                      | 2023 | —  | —  | 44 | —  | — | 31 | The Record |
| True Blue                                             | 2023 | —  | —  | —  | —  | — | —  | The Record |
| Not Strong Enough                                     | 2023 | 1  | 11 | 26 | 78 | 9 | —  | The Record |
| "-" désigne un enregistrement qui n'a pas été classé. |      |    |    |    |    |   |    |            |

## Récompenses et nominations
Lors de l'édition de 2024 des Grammy Awards, le groupe est nommé pour Album de l'année pour The Record, Chanson de l'année pour Not Strong Enough et Meilleure prestation de musique alternative pour Cool About It. Elles sont également nommées et remportent les catégories Meilleur album de musique alternative pour The Record, Meilleure chanson rock pour Not Strong Enough, et Meilleure prestation de musique rock pour Not Strong Enough.